# Earth Liberation Front
Pour les articles homonymes, voir ELF.
L'Earth Liberation Front (ELF) (en français « Front de libération de la Terre », aussi appelé en anglais Elves) est le nom collectif utilisé par des individus, des groupes d'affinité et des réseaux autonomes qui utilisent le sabotage économique et les actions directes dans le but de faire cesser ou protester contre l’exploitation et la destruction de l’environnement.
L'ELF est créé en 1992 à Brighton, au Royaume-Uni pour ensuite se répandre dans le reste du monde, principalement en Europe et en Amérique du nord. Entre 1992 et 2008 des actions revendiquées ELF ont été signalées dans 17 pays. L'ELF est considéré comme le petit frère du Front de libération des animaux (ALF), en raison des relations et de la coopération occasionnelle entre ces deux mouvements. En employant le même modèle de résistance sans chef que l'ALF, ainsi que des principes similaires, les sympathisants affirment qu’ELF est un groupe de défense écologique qui recherche la suppression du souci de la rentabilité, responsable de la destruction environnementale, en causant des dommages financiers aux entreprises par le biais d’actions directes.
L’ELF a été classé comme menace terroriste interne la plus élevée aux États-Unis par le FBI en mars 2001,, et est classifié « éco-terroriste ». Les principes d’ELF exigent que les individus ou les groupes qui agissent en son nom « prennent toutes les précautions nécessaires afin de ne blesser aucun animal – humain et non-humain ».

## Structure et objectifs
Le Front n’a pas d’autorité centrale, de hiérarchie ou de porte-parole officiel. En règle générale, les individus travaillent en petits groupes clandestins, appelés cellules, et s’autofinancent,. 
Les actions directes, les opérations de sabotage et les incendies volontaires sont généralement menés contre des établissements ou des entreprises impliqués dans l’exploitation forestière, le génie génétique, la culture d’OGM, la déforestation, la vente de 4x4 et de SUV, l’étalement urbain, les lotissements en milieu rural, la production et la distribution d’énergie polluante. ELF les accuse d’exploiter la planète Terre, son environnement et ses habitants,. Les cibles des activistes se porte sur des biens qui sont d’après eux utilisés pour blesser les animaux, les gens ou pour nuire à l’environnement. Ces actions sont parfois appelées « sabotage écologique » et ce type d’action varie grandement selon l'endroit ou elles sont accomplies.

Jeffrey « Free » Luers, qui a été emprisonné durant dix ans pour avoir lancé une bombe incendiaire sur plusieurs SUV dans une concession, explique la raison de l’existence d’ELF et pourquoi le mouvement continue d’adhérer aux principes publiés au moment de sa création : 

« L’objectif d’ELF est de faire cesser des pratiques qui sont incroyablement nuisibles à l’environnement et favoriser la durabilité de l’environnement. Si ELF et des groupes similaires ont été créés, c’est qu’il y a une raison. Ils ont reçu le soutien de nombreuses personnes ordinaires grâce à l’efficacité de leurs choix tactiques. Plus important encore, si ELF a pu recevoir un tel soutien, c’est parce que dans un monde enclin à la violence, ELF a su rester fidèle à sa ligne de conduite : ne jamais mettre une vie en danger. »

Les activistes d’ELF ont diverses raisons de se livrer à des actions directes. En décembre 2000 un communiqué envoyé à la presse pour revendiquer la responsabilité d’un incendie volontaire contre l’étalement urbain explique la raison pour laquelle la cellule avait mené cette action. Comme à leur habitude, ELF a maintenu que l’incendie de la maison était une action non-violente, dans la mesure où la maison avait été fouillée pour vérifier qu’il n’y avait aucun être vivant, une question qui est débattue au sein du mouvement écologiste.

« Il existe plus de six milliards de personnes sur cette planète, dont près d’un tiers est soit en train de mourir de faim, soit vit dans la pauvreté. Construire des maisons pour les riches ne devrait même pas faire partie des priorités. Les forêts, les fermes et les marécages sont remplacés par des océans de maisons, des pelouses vertes imprégnées de produits chimiques, des revêtements bitumeux et des animaux écrasés. Les terres agricoles sont achetées par les promoteurs immobiliers car ils ne peuvent pas faire concurrence à une grosse société, dont les aliments sont bon marché, génétiquement modifiés et saturés de pesticides. Le temps est venu de décider de ce qui est le plus important : la planète et la santé de sa population, ou les profits de ceux qui la détruisent. »

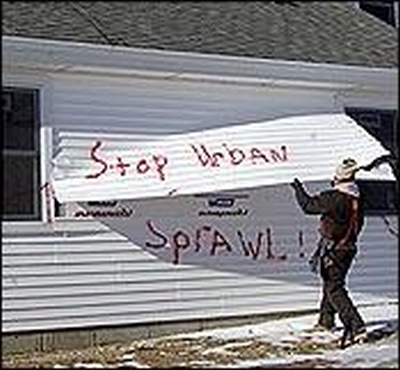
« Stop à l’étalement urbain » est peint sur une maison en signe de protestation.

Toute action directe qui vise à faire cesser la destruction de l’environnement, et qui adhère pleinement aux principes de non-violence, peut être revendiqué comme une action d’ELF. Le sabotage économique et la destruction de biens sont les principaux aspects des principes publiés,, :
- Infliger le maximum de dommages financiers à ceux qui profitent de la destruction et de l’exploitation de l’environnement ;
- Révéler au public les atrocités commises contre la planète et toutes les espèces qui la peuplent, et l’éduquer ;
- Prendre toutes les précautions nécessaires afin de ne blesser aucun animal – humain et non-humain.

Parmi les attaques les plus courantes et les plus notables, certaines d’entre elles se font contre la construction de maisons de plusieurs millions de dollars, qui sont des cibles fréquentes d’ELF. En 2001, dans un communiqué adressé au service de presse nord-américain d’ELF, qui sera par la suite publié dans The Environmental Magazine, le groupe déclare:

« L’étalement urbain a indubitablement affecté près de 90 % de l’habitat de Long Island, soit en le faisant disparaître physiquement sous un revêtement de sol, soit en le polluant avec des matériaux fabriqués par l’homme, ce qui le rend indésirable ou non viable pour la plupart des espèces. »

### Service de presse
Le service de presse nord-américain d’ELF (en), créé en 1999 par Craig Rosebraugh (en) et Leslie James Pickering (en), reçoit des communiqués anonymes de la part d’activistes qu’il distribue à la presse et au public. Rosebraugh a servi de porte-parole officieux de 1997 à début septembre 2001. On a émis des doutes sur l’absence de liens de Rosebraugh, ou de tout autre porte-parole officieux, avec les cellules impliquées dans les actions illégales, bien que le service de presse affirme ne pas connaître l’identité des participants.

### Réseaux de soutien
Des réseaux de soutien aux prisonniers, tels que le Earth Liberation Prisoners Support Network (en) soutiennent les membres d’ELF emprisonnés. Il existe ou a existé des réseaux de soutien en Belgique, en Italie, en Amérique du Nord et en Pologne, qui coordonnent leur soutien aux prisonniers, ainsi que des sites internet dédiés à certains prisonniers, tels que Rod Coronado, Jeff « Free » Luers, Daniel McGowan (en), Briana Waters (en) et Tre Arrow (en). Les réseaux distribuent de l'information sur les procès et des textes écrits par les prisonniers à leurs partisans et à d’autres groupes de soutien. Ils récoltent également des fonds pour ceux qui ont besoin d’une aide financière pour leur procès.

### Philosophie
Les Écoguerrier  ont des idéologies et reprennent des théories variées. Ce groupe inclut les végans, les antispécistes, les écologistes libertaires, les partisans de l’écologie profonde, et les écoféministes.
Les membres d’ELF soutiennent que des actions directes illégales sont nécessaires pour aider le mouvement pour la défense de la planète et une partie de l’environnementalisme radical. Ils affirme que leurs méthodes s’apparenterait à la manière dont l'ALF avait fait connaître le mouvement pour le droit des animaux. De même que les défenseurs des animaux « aident » lors de campagnes légales, les défenseurs de la planète ont également l’intention d’aider les organisations environnementales légales, notamment Earth First!, par des actes de sabotage écologique.

## Origines et développement mondial

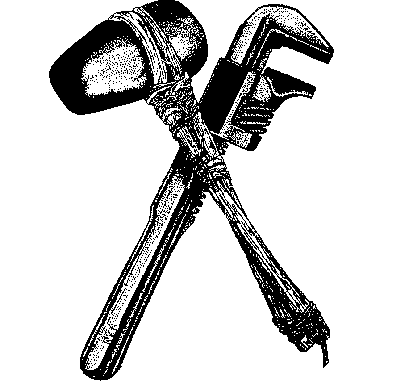
Symbole d’Earth First! : une clé anglaise et un marteau de pierre.

L'Earth Liberation Front a été créé en 1992 à Brighton, en Angleterre, par des membres du mouvement écologiste Earth First! (EF!) au cours de leur toute première réunion nationale. À l’époque, EF! était devenu très populaire et ses membres, ne souhaitant pas voir leur popularité décliner, ne voulaient pas s’associer à des actions qui enfreignaient ouvertement la loi. Aucun accord n’avait été trouvé ; mais au sein du mouvement, on acceptait néanmoins qu’en Angleterre, EF! continue d’axer ses efforts vers la désobéissance civile et les manifestations de masse. Si des personnes souhaitaient participer à des actions de sabotage écologique, le nouveau nom « Earth Liberation Front » serait utilisé. Son nom et ses principes tirent leurs origines du Front de libération des animaux, un mouvement pour la libération des animaux qui a recours aux actions directes pour libérer des animaux ou pour saboter des entreprises qui les exploitent. On avait compris que la simplicité des principes était un facteur primordial pour que le plus de personnes possibles s’engagent pour cette nouvelle cause. L’objectif visé était qu’ELF devienne rapidement aussi célèbre qu’ALF.
Dans le numéro de septembre-octobre 1993 du Earth First! Journal, un article anonyme annonce la création d’ELF en Angleterre. Cet article affirmait qu’ELF était un mouvement d’éco-saboteurs qui opéraient indépendamment et qui s’étaient séparés du mouvement EF! britannique, qui se concentrait sur des actions directes publiques. L’auteur notait également que contrairement à ALF, qui cherchait à faire parler du mouvement, « les cellules d’ELF, pour des raisons de sécurité, travaillent sans en informer la presse et ne revendiquent pas leurs actions. »

### Europe
On estime que des cellules se sont rapidement créées dans de nouveaux pays européen en raison du rayonnement mondial d’Earth First! et des connexions entre ces deux groupes. La branche britannique d’ELF était également en contact avec des activistes attachés aux mêmes principes et leur donnait des informations sur ELF et leurs tactiques ; des missionnaires s’occupaient spécialement de la France, de l’Espagne, de l’Allemagne et des Pays-Bas. En 1994, on retrouve ELF dans toute l’Europe et des actions sont menées aux Pays-Bas, en Allemagne, en Russie, en Scandinavie, en Italie, en Irlande, en Pologne, en Espagne, en France et en Finlande. Le nom commence à être utilisé à travers le monde notamment en Nouvelle-Zélande. 
En deux ans, des McDonald's sont vandalisé en Allemagne et en Pologne, des voitures sont cassées à l'Aéroport d'Amsterdam-Schiphol et l’aéroport international d’Amsterdam, et des tours de chasse sont détruites aux Pays-Bas et en Allemagne, initiatives probablement inspirées par des actions similaires menées par ALF contre la chasse.

### Amérique du Nord
C’est le 19 juin 1995 qu’a lieu la première action connue de défense de la planète menée en Amérique du Nord. Cette action a été mise en œuvre au Canada par un groupe qui se présentait sous le nom d’Earth Liberation Army (en) (ELA). l'ELA incendie un musée qui exposait des animaux sauvages et endommage un pavillon de chasse en Colombie-Britannique. À l’époque, les branches européennes les considèrent comme des « cousins transatlantiques ». 
Le 12 octobre 1996, lors du Columbus Day, des activistes graffite « 504 ans de génocide » et « ELF » sur les murs d’un bureau des relations extérieures et sur un McDonalds dans l’Oregon. Ces actions marquent le début connu des activités d’ELF aux États-Unis. Les serrures du même restaurant sont bloquées avec de la colle et ses murs sont à nouveau bombés, mais cette fois en soutien aux McLibel Two, deux activistes britanniques qui avaient distribué des tracts anti-McDonalds. Le jour suivant, deux autres McDonalds, encore une fois dans l’Oregon, voient leurs serrures bloquées avec de la colle par des activistes d’ELF,. La seule autre action signalée au cours de l’année se passe le jour de Noël: une ferme d’élevage d’animaux à fourrure est attaquée dans le Michigan et 150 visons sont relâchés dans la nature par des membres d’ELF de la région des Grands Lac.
En 2005, le grand public américain découvre le nom du mouvement le jour où l’émission 60 Minutes sur CBS diffuse un reportage sur le mouvement, intitulé Burning Rage, dans lequel Ed Bradley explique que les éco-terroristes sont considérés comme la menace terroriste interne la plus élevée, ainsi qu’un autre reportage sur CNN, The Earth Liberation Front.

## Principales attaques

### Earth Night
La toute première action d’ELF n’est pas connue, ou alors elle n’est pas documentée. Mais l’une des premières actions les plus notables s’est passée le 1er avril 1992 : les activistes avaient organisé une Earth Night, une des premières soirées consacrées à des actes de sabotage écologique. Les activistes prirent pour cible Fisons, une entreprise de tourbe accusée de détruire les tourbières, entraînant pour 50 000 à 70 000 £ de dégâts. Pompes, camions et autres équipements appartenant à l’entreprise furent détruits à la suite de la campagne légale des Amis de la Terre, qui avaient passé deux ans à plaider pour le boycott de l’entreprise. Le magazine Green Anarchist (en) a rendu public le communiqué d’ELF, qui contenait leurs revendications :

« Toutes nos tourbières doivent être intégralement préservées, dans l’intérêt des plantes, des animaux et de notre patrimoine national. Faire don avec cynisme de petites parcelles ne servira à rien. Le niveau de la surface libre de la nappe chutera et les tourbières assécheront et disparaîtront, sauf si on les préserve entièrement. Fisons doit laisser cette zone tranquille – maintenant ! »

### 1998-1999
L'ELF suscite l’attention des autorités américaines à la suite d’une série d’actions qui leur valent l’étiquette d’éco-terroristes. Ils deviennent alors la menace terroriste interne la plus élevée des États-Unis. Le 19 octobre 1998 l’incendie d’une station de ski à Vail, dans le Colorado, occasionne des dommages estimés à 12 millions de dollars. ELF s’explique dans un communiqué de presse : 

« Vail, Inc. est déjà la plus grande station de ski en Amérique du Nord et veut se développer davantage. Les 19 kilomètres de routes et les 3,58 km2 de zones de coupe à blanc vont ruiner le meilleur et dernier habitat du lynx de l’État. Faire passer le profit avant la faune du Colorado ne sera pas toléré. »

Ces actions incluent également le sabotage de lignes électriques, l’incendie volontaire d’une concession de SUV et l’incendie du siège d’une exploitation forestière, entraînant pour 1 million de dommages. ELF écrit a un journal local : « Que cela serve de leçon à toutes les multinationales avides de profit qui ne respectent pas leurs écosystèmes. » La plupart des actions sont menées dans l’Oregon. Les prévenus seront par la suite mis en examen à la suite de l’« Operation Backfire » du FBI, qui inclut 17 actes de destruction de biens.
ELF met ensuite feu à l’Université de l’État du Michigan, le jour de la St Sylvestre, à l’aide d’une bombe à essence, entraînant des dommages d’1,1 million de dollars. Cette action avait été déterminée par leur programme de génie génétique axé sur les OGM. Le jour suivant, du matériel d’exploitation forestière commerciale est incendié et « ELF » et « Que le diable vous exploite ! » sont peints sur un camion. En mars 2008, quatre activistes sont mis en examen pour ces deux incendies volontaires.

### 2000
Le 27 novembre, dans le Colorado, ELF réduit en cendres Legend Ridge, une des premières demeures luxueuses d’un nouveau lotissement et envoie un message au Boulder Weekly (en) : « Viva la revolution ! » Les dommages sont estimés à 500 000 dollars.

### 2001
En mars dans l'Oregon, trente SUV sont incendiés; ils appartiennent à la concession de Joe Romania et les dommages sont estimés à 1 million de dollars. Par cette action, ELF revendique son soutien à Jeff "Free" Luers, qui était emprisonné préventivement à la suite d'une attaque incendiaire contre la même concession. 
Le 21 mai, un incendie détruit les laboratoires, bureaux et archives du Centre d'horticulture urbaine de l'université de Washington, entraînant des dommages estimés à 7 millions de dollars (voir Attentat à la bombe incendiaire à l'Université de Washington). L'incendie détruit vingt ans de recherche et de collections de plantes et de fonds de livres. ELF revendique cette action et soutient que l'université pratique des manipulations génétiques sur les peupliers. Mais leurs informations étaient erronées : aucune manipulation génétique n'était pratiquée dans cette université. À la suite de cette attaque, une porte-parole du FBI à Portland, dans l'Oregon, déclare : « Je ne pense pas qu’on puisse douter qu’ELF passe à la vitesse supérieure ».

Tôt le matin du 21 novembre, Ian Wallace, un membre d'ELF place des dispositifs incendiaires devant deux bâtiments du campus de l'université technologique du Michigan. Les dispositifs ne fonctionnent pas et le 21 mars 2009, Wallace est condamné à trois ans de prison par le juge Judge Robert Holmes Bell, qui observe que Wallace « n’avait l’intention de blesser personne, (mais) que cet acte était un délit sérieux. »

« J’ai été rongé par la honte de ce que j’ai fait » a avoué Wallace après sa condamnation. « Le fait que personne n’ait été blessé est une bénédiction. »

### 2003
Le 1er août, une copropriété de 206 appartements est détruite à San Diego. Une banderole est laissée sur les lieux, on peut y lire : « Si vous le construisez, on le brûlera. » Elle est signée « Les Elfes sont en colère ». Les flammes avaient atteint 61 mètres et plus de cent pompiers avaient été réquisitionnés pour tenter d’éteindre l’incendie. Les dommages se montent à 50 millions de dollars. Cette action est la plus destructrice du mouvement, financièrement parlant. Un groupe local de préservation de la nature a qualifié cette action d’inutile, soulignant que « vous pouvez détruire quelque chose, mais il sera simplement reconstruit. » Exactement trois semaines plus tard, 125 SUV et Hummer sont incendiés et « J’aime la pollution » est grafité sur les lieux ; les dommages se montent à 3,5 millions de dollars. Un mois plus tard, des maisons en construction à San Diego sont à nouveau prises pour cibles, causant cette fois environ 450 000 dollars de dommages.

### 2006
Dans un rapport du FBI, on pouvait lire qu’il y avait eu plus de 1 200 « incidents criminels » en janvier 2006. Une maison de 890 m2, d’une valeur de 3 millions de dollars et sur le point d’être terminée, est réduite en cendres à Washington. L’Herald Net raconte qu’un drap de lit était drapé autour du portail d’entrée et qu’un message de menace y était peint.

### 2008-2009
L’un des derniers incendies d'envergure est signalé le matin du 3 mars 2008: des dispositifs explosifs mettent feu à quatre maisons d’une valeur de plusieurs millions de dollars situées dans le Seattle Street of Dreams de 2007, une présentation promotionnelle annuelle de maisons de luxe, dans le quartier d’Echo Lake, dans l’État de Washington. Après la découverte du sigle « ELF » peint en rouge au pistolet, les autorités présentent cette action comme du « terrorisme interne » ; le groupe se moquait des affirmations prétendant que les maisons étaient écologiques : 

« Écolo ? Mon œil ! résidences de luxe dans lotissement rural = pas écolo. ELF. »

À la fin du mois de novembre 2008, un groupe qui se fait appeler « eco-anarquista por el ataque directo » (cellule d’anarchistes écologistes d’actions directes) revendique la responsabilité d’un certain nombre d’actions récentes, notamment : une demi-douzaine de cocktails Molotov lancés sur un rail de métro de Mexico, un sabotage incendiaire contre Telmex et un cocktail Molotov lancé contre un GAB de la banque Banamex (en). Ces attaques sont menées « comme forme de “protestation” contre la construction d’une nouvelle ligne de train (ligne 12) à Mexico et dans l’État de Mexico ; à cause de sa construction, de nombreux arbres ont dû être abattus, des familles entières ont été expulsées et des terrains expropriés, avec comme conséquence le déboisement de larges surfaces d’espaces verts. »
Peu de temps après cette première phase, Frente de Liberación de la Tierra (Earth Liberation Front) revendique un certain nombre d’actions, notamment le sabotage d’un engin de chantier le 30 décembre 2008, un incendie volontaire à l’université nationale autonome du Mexique  et, le 22 mars 2009, l’incendie volontaire d’engins de chantier à Guadalajara, dans l’État de Jalisco.

Le 23 mars 2009, ELF revendique l’incendie d’une pelleteuse à Guadalajara, dans l’État de Jalisco, au Mexique. Dans un de leurs nombreux communiqués anonymes récents, ELF a expliqué à Bite Back : 

« Nous n’avons peut-être pas fait s’effondrer le système avec ces actions, mais tout commence par ce type d’action. »

Le 4 septembre 2009, ELF revendique l’utilisation d’une pelleteuse volée pour renverser deux pylônes radio appartenant à la station KRKO (en) près de Seattle (Washington). Selon eux, les ondes radioélectriques sont dangereuses.

## Autres mouvements

### ELA et les Environmental Rangers
La première fois qu’un autre nom qu’ELF a été signalé pour un acte important de sabotage écologique se passe en octobre 1998, quand Earth Liberation Army (ELA) revendique l’incendie de plusieurs bâtiments et de quatre télésièges de la station de Vail, pour un dommage total de 12 millions de dollars.
Deux ans plus tard, dans l’Oregon, trois SUV sont complètement détruits par des bidons d’essence qui avaient été placés sous les véhicules. ELA appelle alors d’autres à « [continuer la lutte pour que le souci de la rentabilité ne soit plus responsable de la destruction de l’environnement (biophysique). » Jeff Luers est plus tard déclaré coupable d’incendie criminel, dans le cadre de « Operation Backfire », de même que d’autres accusés, membres d’ALF et d’ELF. D’autres groupes causent des dégâts similaires à ceux d’ELF. En 2001, des rapports signalent que les attaques « éco-terroristes », connues sous le nom de « sabotage écologique », ont augmenté. Les groupes inclus sont ELF, ELA, et les « Environmental Rangers », qui utilisent les mêmes tactiques. Les activistes ont utilisé d’autres noms, parmi lesquels : « The Moles » (les Taupes), « The Grey Wolves » (les Loups gris), « Westcountry Wildlife Cell » (Cellule de la faune de l’ouest), « Eco-Animal Defense Unit » (Unité de défense écologique des animaux) et « Radical Brigades for Ecological Defence » (Brigades radicales pour la défense de l’environnement).

### Environmental Life Force

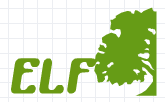
Logo d'ELF.

Environmental Life Force (en) est le premier groupe radical à faire usage d’explosifs et de bombes incendiaires pour promouvoir des causes favorables à l’environnement. Ce groupe est aussi connu sous le nom d’Original ELF. Il a été fondé par John Hanna, seul membre du groupe à avoir été arrêté et déclaré coupable de l’utilisation d’explosifs sur un immeuble fédéral. Bien que ce groupe pratiquait le sabotage écologique et adhérait à une philosophie similaire à celle d’ELF, qui fut créé quinze ans plus tard, il n’existait pas de lien officiel entre ces deux groupes et il est possible que les fondateurs d’ELF ne connaissaient pas l’existence d’Environmental Life Force. Malgré tout, grâce à leur correspondance, on a pu découvrir que Dave Foreman, fondateur d’Earth First!, était en communication avec Hanna au milieu des années 1980, et par conséquent avant la création d’Earth Liberation Front en 1992, après que Foreman ait coupé les liens avec Earth First ! en 1990.

## Réponse de la police et condamnations

### Premières arrestations d’activistes
En 1994, les autorités et la police néerlandaises soutiennent que des activistes britanniques d’ELF voyagent à l’étranger pour perpétrer des sabotages, faits réfutés par l’organisation. Plus tard au cours de cette année, la premiere arrestation d'un activiste d’ELF est effectuée. Un activiste connu sous le nom de Paul S est arrêté et accusé d’avoir mis en œuvre une campagne de vandalisme de 18 mois contre des sites de construction routière aux Pays-Bas. Le gouvernement néerlandais tente de le faire déclarer fou, en raison de son incapacité à fournir une raison politique à ses actions, autre que son souci pour l’environnement. Mais leur tentative n’aboutira pas et le prisonnier sera condamné à trois ans de prison pour dommages matériels.

### Descentes de police en Grande-Bretagne
En raison de la popularité grandissante du mouvement environnemental, et de celle du mouvement de libération des animaux qui mène environ cinq actions par jour, la police fait une série de descentes chez des activistes qui défendent l’environnement et le droit des animaux. Au total, la police fait des rafles dans 55 maisons dont les habitants sont suspectés d’être des activistes d’ALF et d’ELF, y compris une personne en Italie. La police n’est pas capable d’inculper une seule personne pour des activités illégales, jusqu’au 16 janvier 1996, quand six hommes sont inculpés pour une campagne d’ALF/ELF de cinq ans. Ils sont tous condamnés un an plus tard à trois ans de prison pour complot visant à inciter des actions directes au nom de la libération des animaux et de la planète.

### Opération Backfire

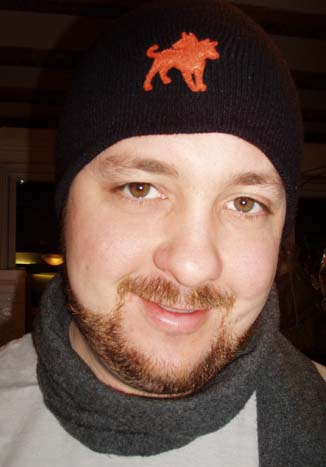
Daniel G. McGowan est sous le coup de deux chefs d’accusation du FBI : incendie et conspiration dans le cadre de l’Opération Backfire. Il plaide coupable pour éviter la prison à perpétuité, sans témoigner contre ses coaccusés, alors que certains d’entre eux l’ont fait.

L'expression « Green Scare (en) » (« peur verte »), qui fait référence aux « Red Scares », périodes au cours desquelles on craignait une infiltration communiste dans la société américaine, est popularisée par les activistes environnementaux pour faire référence aux actions légales du gouvernement américain contre le mouvement environnementaliste radical.
Elle est d'abord apparue en 2002 à la suite des audiences du Congrès le 12 février, intitulées « La menace éco-terroriste », qui étaient consacrées à certains groupes, notamment Earth Liberation Front et Animal Liberation Front. Fin 2005 et début 2006, à l'occasion de l'Opération Backfire, des grands jurys américains condamnent 18 activistes sous plusieurs chefs d'accusation, liés à de « violents actes au nom de causes environnementales et pour les droits des animaux. » Selon le FBI, nombre de ces actes sont menés pour le compte d'ELF et cette opération est considérée comme l'une des arrestations d’activistes environnementaux les plus importantes de l'histoire des États-Unis.
L'opération a entraîné l’arrestation de Chelsea Dawn Gerlach (en), William C. Rodgers (en) et Daniel McGowan (en).
En 2008, le FBI augmente la récompense pour la capture de quatre suspects, qui passe alors à 50 000 dollars. Les quatre suspects, deux Américains et deux Canadiens, sont soupçonnés d'avoir fui les États-Unis par le Mexique et de s'être probablement réfugiés en Syrie, en Russie, en Chine ou en Inde. L'annonce de l’intensification de cette chasse à l'homme se fait le jour de l'anniversaire des dix ans des incidents de Vail (en).

## Coopération avec ALF

### Philosophie
« Si une action concerne la libération d’animaux et prend également en considération la question environnementale, on utilise alors le nom d’ « Animal & Earth Liberation Front » ou de « Earth & Animal Liberation Front ». On utilise aussi ces termes si une action menée par ELF inclut d’une manière ou d’une autre la libération d’animaux, comme par exemple les actions destinées à protéger les forêts,. Les deux noms sont également utilisés par les activistes radicaux qui mènent des actions directes visant à libérer des animaux et à défendre la planète par le biais de la destruction de biens. Tout ceci ce fait en accord avec les principes d’ELF/ALF,. »
- Les environnementalistes radicaux estiment qu’ELF est la branche environnementale d’Animal Liberation Front, agissant de fait comme un Eco-ALF[21]. Des noms tels que « Westcountry Wildlife Cell » (« Cellule de la faune de l’ouest »), et plus tard « ALF : Eco-Animal Defense Unit », attestent de ce lien[28]...
- ELF est également considéré comme le petit frère d’ALF[4], formé seize ans plus tard, en raison des similarités entre les noms eux-mêmes et entre leurs principes[2].
- Bien que les mouvements n’aient formé une alliance qu’en 1996-1997, des activistes tels que Rod Coronado étaient actifs au sein des deux mouvements avant même que leurs noms ne soient utilisés ensemble[66].

Noel Molland, un ancien activiste d’ELF, a écrit dans Igniting a Revolution de Steven Best : « Les fondateurs d’ELF souhaitaient que des environnementalistes radicaux agissent sur le même principe et qu’ils aient un nom similaire, espérant ainsi que les gens comprendraient immédiatement la manière de fonctionner d’ELF et leurs objectifs. »

### Histoire
Au milieu des années 1990, la Western Wildlife Unit (Unité pour protection de la faune de l’ouest), une branche d’ELF en Grande-Bretagne, est responsable de différentes actions directes pour la défense des animaux. Parmi les actions de sabotage, on trouvait le cloutage des arbres à hauteur de coupe ainsi que des attaques contre des pêcheurs à la ligne, le tout au nom des animaux de la forêt. Cependant, ce n’est que bien plus tard, aux États-Unis, qu’une revendication collective fut formulée.
Molland écrit également que la première action coordonnée entre ALF et ELF a été commise le 14 mars 1997, lorsque « Animal Liberation Front - Eco-Animal Defense Unit » ont revendiqué avoir clouté 47 arbres dans une zone de coupe à blanc dans l’Oregon. Cette action s’est passée quelques mois seulement après l’attaque de la ferme d’élevage d’animaux à fourrure par les membres d’ELF de la région des Grands Lacs, ce qui souligne le fait que les actions directes en faveur des droits des animaux et de l’écologie se recouvrent. L’intention des groupes était d’affirmer que l’attaque de la ferme était un effort collectif des membres d’ALF et d’ELF.
Cinq jours plus tard, la « Bay Area Cell of the Earth and Animal Liberation Front » (cellule d’ELF et d’ALF de la Bay Area) revendique l’incendie de l’université de Californie, un laboratoire de recherche zootechnique, encore en construction à ce moment-là. Plus tard cette année-là, le 29 novembre, ALF et ELF revendiquent une autre action collective : la libération de 500 chevaux sauvages et l’incendie du Bureau of Land Management (organisme du ministère de l’intérieur américain chargé de la gestion des terres publiques) à Burns, pour protester contre le BLM qui avait l’intention de regrouper les chevaux sauvages pour les transformer en viande de cheval,.
Cependant, cette revendication contredit le Southern Poverty Law Center, qui affirme que la première fois où les deux mouvements ont coopéré était six mois auparavant, le 27 octobre 1996, quand ALF et ELF furent tous les deux responsables de l’incendie d’un camion des services des forêts à Détroit, dans l’Oregon. Puis, trois jours plus tard, les deux groupes revendiquent l’incendie volontaire du poste de garde forestier d’Oakridge, occasionnant des dommages estimés à 5,3 millions de dollars.
On annonça par la suite qu’une semaine avant l’attaque de la ferme d’élevage d’animaux à fourrure, le 11 mars 1997, quatre camions avaient été incendiés à la coopérative agricole des éleveurs d’animaux à fourrure. Les dommages se montent à 1 million de dollars et l’action était une fois de plus revendiquée par ALF et ELF.
Alors qu’ELF commençait à s’établir par le biais de ses propres actions, le centre de recherche sur la faune sauvage des services des forêts américains près d’Olympia, dans l’État de Washington, est incendié le 21 juin 1998. On retrouve « Eco-Defense » (défense écologique) et « Earth Liberation » graffité sur les engins de chantier, qui avaient déjà subis des dommages considérables le 2 février dans le New Jersey. Ces deux actions sont conjointement revendiquées par ALF et ELF, et on estime qu’elles ont causé pour 1,9 million de dollars de dommages, une des actions les plus coûteuses jusqu’à maintenant. Le 3 juillet, la même revendication est exprimée lorsque 310 animaux sont libérés d’une ferme d’élevage d’animaux à fourrure, impliquée dans la recherche expérimentale, à Madison dans le Wisconsin,.

### Actions

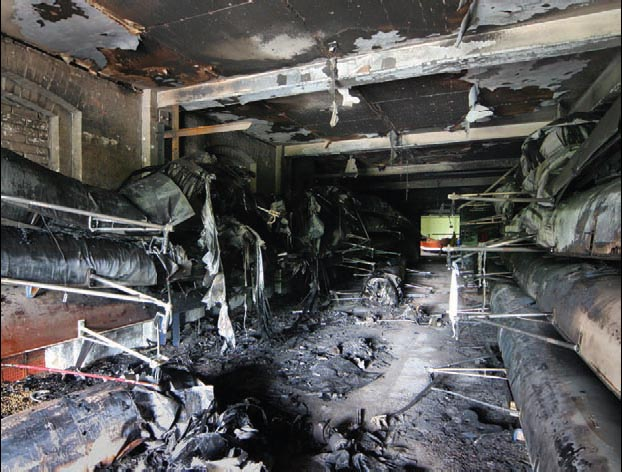
Un incendie allumé par Oxford Arson Squad, une cellule d’ELF, entraînant pour 500000 £ de dommages aux abris à bateaux de Landbridges, dans l’Oxfordshire, le 4 juillet 2005.

Des actions revendiquées conjointement par les deux mouvements apparaissent à travers le monde, presque autant que celles revendiquées par ELF, entraînant plus d’activistes d’ALF et d’autres mouvements de devenir impliqués, croyant au slogan populaire d’Earth First ! « No Compromise in Defence of Mother Earth » (pas de compromis dans la défense de la Terre mère), utilisé et popularisé dans les années 1980.
Malgré tout, par rapport à ALF, peu de communiqués ont été envoyés aux médias ou au service de presse d’ELF ces dernières années. Ceci est dû en grande partie au style d’ELF, qui ont beaucoup moins tendance à revendiquer leurs actions, ou à laisser un message pour expliquer à leurs cibles la raison pour laquelle ils ont été attaqués.
Bien que des actions combinées d’ALF et d’ELF se sont poursuivies, une des plus récentes séries d’incendies conjointement revendiqués, et qui ont fait grand bruit, date de novembre 2002, lorsque des activistes ont envoyé un communiqué à Bite Back ainsi qu’au service de presse d’ELF, revendiquant leur responsabilité dans l’incendie de la ferme d’élevage d’animaux à fourrure Mindek Brothers. Dans un communiqué de presse, les groupes ont expliqué les raisons de cette action, :

« En travaillant ensemble, les cellules d’ALF et d’ELF ont détruit cette installation en raison de son rôle dans la torture et le meurtre systématiques de milliers de créatures innocentes chaque année – des animaux qui possèdent les mêmes caractères émotionnels et physiologiques complexes que nos chers animaux de compagnie, mais à qui pourtant on refuse toute considération raisonnable et qui sont réduits à une misérable “existence” dans de minuscules cages en fer, à peine suffisamment larges pour se retourner. »

## Critiques
Le FBI a classé ELF comme « éco-terroriste ». Scott McInnis, député puis président du sous-comité de la Chambre des représentants sur les forêts et la santé des forêts, a assigné Craig Rosebraugh à comparaître, en vue d’enquêter sur les activités d’ELF. En entendant le témoignage de Rosebraugh, McInnis suggère que c’est par « chance » que personne n’a été tué par une attaque d’ELF (ou d’ALF).
Malgré l’absence d’une autorité formelle au sein du mouvement, le FBI affirme que l’activiste Rod Coronado est « un leader national » d’ELF aux États-Unis, tandis que Coronado se décrit comme un « porte-parole officieux d’ELF ».
« La tendance la plus inquiétante, aussi bien pour les forces de l’ordre que pour le secteur privé, est que ces mouvements soient de plus en plus prêts à recourir à des dispositifs incendiaires et explosifs » observe Carson Carrol, directeur adjoint délégué d’ATF, en référence à ELF et à ALF. En 2005, le FBI a annoncé qu’ELF était la menace terroriste interne la plus élevée des États-Unis, responsable de plus de 1 200 « incidents de nature criminelle », dont les dommages matériels s’élèvent à des dizaines de millions de dollars. Le département de la Sécurité intérieure des États-Unis confirme qu’ALF et ELF sont les menaces les plus dangereuses pour la nation.
On a également affirmé que les actions d’ELF portaient atteinte à l’environnement. Un porte-parole de la station de ski de Vail, qu’ELF avait incendiée en 1998 pour protester contre une extension planifiée, a expliqué que « plus de bois a été utilisé pour reconstruire la station que ce qu’on avait coupé pour l’extension [originale] ». En 2001, ELF attaque le centre d’horticulture urbaine de l’université de Washington, avec pour objectif l’interruption de la recherche axée sur les manipulations génétiques. Cependant, le centre de recherche étudiait l’hybridation des peupliers et l’incendie provoque la destruction d’un grand nombre de plantes en voie de disparition.
ELF est également apparu à la 23e place du livre de Bernard Goldberg 100 People Who Are Screwing Up America (« Les 100 personnes qui bousillent l’Amérique »), sous le titre « The Unknown American Terrorist » (« Le terroriste américain inconnu »). Ils ont été placés sur la liste et critiqués pour les dommages matériels qu’ils occasionnent et leurs agissements similaires à ceux d’un groupe terroriste au nom de la sauvegarde de l’environnement.

### Dans la culture populaire
- Le musicien de folk David Rovics (en) interprète une chanson dédiée à ELF, intitulée Song for the Earth Liberation Front[80].
- Dans État d’urgence, le roman de Michael Crichton publié en 2004, un groupe imaginaire qui s’inspire d’Earth Liberation Front, mais appelé « Environmental Liberation Front », tient le rôle du méchant.
- Dans La Ligne de partage, roman de Nicholas Evans, un des personnages principaux est impliqué dans des activités d’ELF.
- ELF apparaît dans un épisode de la saison 2 de Numb3rs, « L’empreinte du feu ».

### Filmographie
- 2005 : Burning Rage, reportage avec Ed Bradley dans 60 Minutes sur CBS[29] ; The Earth Liberation Front, reportage sur CNN[30]
- 2005 : Testify ! - Défense écologique et politique de la violence (documentaire)
- 2009 : Green With A Vengeance[81] (documentaire)
- 2010 : Les Insurgés de la Terre de Philippe Borrel, Arte France, 54 min, voir en ligne
- 2011 : If a Tree Falls: A Story of the Earth Liberation Front, film documentaire nommé à l'Oscar du meilleur film documentaire